# Ryparosa scortechinii
Ryparosa scortechinii là một loài thực vật thuộc họ Flacourtiaceae. Loài này có ở Malaysia và Singapore. Chúng hiện đang bị đe dọa vì mất môi trường sống.